# Natterriegel
Natterriegel är en bergstopp i Österrike.   Den ligger i distriktet Liezen och förbundslandet Steiermark, i den centrala delen av landet, 150 km väster om huvudstaden Wien. Toppen på Natterriegel är 1 582 meter över havet.
Terrängen runt Natterriegel är varierad. Närmaste större samhälle är Trieben, 16,7 km söder om Natterriegel. 
I omgivningarna runt Natterriegel växer i huvudsak blandskog. Runt Natterriegel är det ganska glesbefolkat, med 25 invånare per kvadratkilometer.